# Sømmemorenen
Die Sømmemorenen (norwegisch) ist eine Moräne im ostantarktischen Königin-Maud-Land. In der Heimefrontfjella liegt sie auf der Westseite der Kottasberge und beheimatet den 1406 m hohen Nunatak Brandstorpnabben.
Wissenschaftler des Norwegischen Polarinstituts benannten sie 1969 nach dem Zoologen Iacob Dybwad Sømme (1898–1944), einem Anführer der Widerstandsgruppe Milorg gegen die deutsche Besatzung Norwegens im Zweiten Weltkrieg, der am 3. März 1944 nach Aburteilung durch ein deutsches Militärgericht hingerichtet worden ist.